# Internationale Schönberg-Gesellschaft
Die Internationale Schönberg-Gesellschaft (ISG) besteht seit 1972 in Wien. Die Gründung erfolgte zum Zweck des Erhalts des Schönberg-Hauses in Mödling als lebendige Stätte mit Projekten internationaler Forschung zu Schönberg wie der Wiener Schule und mit Aufführungen in diesem Kontext.

## In Wien nach Schönbergs Exil
Stets blickte die Internationale Gesellschaft für Neue Musik (IGNM) auf Schönberg, in Wien pflegte ihr Präsident, der Schönberg-Schüler Josef Polnauer, sein Vermächtnis. Die Erneuerung des Dialogs mit Schönberg forderte zuerst Viktor Matejka – der damalige Kulturstadtrat korrespondierte mit Schönberg und erreichte es, dass die Stadt Wien 1949 diesem zwar nicht die Ehrenbürgerschaft, aber immerhin die Bürgerschaft ehrenhalber verlieh. Als ministerieller Beamter für Musik sowie Herausgeber der „Österreichischen Musikzeitschrift“ (ÖMZ) suchte 1950 Peter Lafite Schönberg persönlich in Los Angeles auf. In der Folge engagierte sich auch seine Redaktion über Zeitschriften-Beiträge hinaus für ihn: Rudolf Klein (Wiener Schule auf der Brüsseler Weltausstellung 1958), Walter Szmolyan in Mödling (ab 1967 Vorträge zum Schönberg-Haus und 1971 Warnung der Öffentlichkeit vor dessen Verkauf und Abriss), Erik Werba (am Flügel begleitend Lieder der Wiener Schule, seit 1974 im Schönberg-Haus). Nicht zuletzt aber setzten sich Elisabeth Lafite sowie mit ihr Walter Szmolyan unmittelbar nach der Abriss-Verständigung ein, und sie beantragte und erwirkte eine Unter-Schutz-Stellung beim Bundesdenkmalamt (Leitung: Erwin Thalhammer) zur Errichtung einer Wirkungsstätte. Daraufhin konstituierte sich mit internationaler Unterstützung durch den Musikwissenschaftler Rudolf Stephan die „Internationale Schönberg-Gesellschaft“ in Wien am 16. März 1972 mit der Generalversammlung im Rahmen des Webern-Kongresses (in der Österreichischen Gesellschaft für Musik). Der gemeinnützige Verein wurde getragen von 12 Ehrenmitgliedern aus der Wiener Schule (Helene Berg, Hans Erich Apostel, Max Deutsch, Felix Greissle, Rudolf Kolisch, Ernst Krenek, Paul Amadeus Pisk, Erwin Ratz, Josef Rufer, Hans Swarowsky, Joseph Trauneck, Egon Wellesz); Obmann wurde Walter Szmolyan, Kassierin Elisabeth Lafite, Schriftführer Ernst Hilmar.
Primäre Aufgabe war es, das Gebäude und die Liegenschaft zu erwerben, außen wie innen authentisch zu restaurieren – mit original wieder eingerichtetem Arbeitszimmer. Bei der finanziellen Unterstützung war das Ministerium für Unterricht und Kunst essentiell, auch bei der logistischen Lastenteilung mit den Gebietskörperschaften bzw. Kreditinstituten. Schönbergs Kinder übertrugen aus ihrem Erbe in Los Angeles und Venedig zur Einrichtung der Gedenkstätte originale Instrumente – Ibach-Flügel, Harmonium und Streichquartett –, Schönbergs Dirigierfrack, selbstgebaute Notenpulte, die Staffelei zu Schönbergs Bildern, seine Underwood-Schreibmaschine, den Reisekoffer der Emigration sowie die Totenmaske von Anna Mahler.

## Schönberg-Jahr
Als Ziel galt den ISG-Verantwortlichen und der Familie des Komponisten, das inzwischen bevorstehende Jubiläum – 100. Geburtstag 1974 – umfassend zu gestalten, um in Österreich eine Wende einzuleiten und – anders als zu Schönbergs „Fünfzigstem“ 1924 – in Wien breitenwirksam zu werden. Die Gesellschaft organisierte bzw. initiierte folgende Veranstaltungen:
- 1. Schönberg-Kongress – Wege und Stand der Forschung (in der Österreichischen Gesellschaft für Musik; Konzept: Rudolf Stephan, Berlin).
- 1. internationale Gedenkausstellung (Person, Werk, Bilder) im Rahmen der Wiener Festwochen (in der Secession; Kurator: Ernst Hilmar).[4]
- Ehrengrab mit Gedenkstein von Fritz Wotruba: Umbettung von Arnold Schönberg und Ehefrau Gertrud aus dem US-Exil auf den Wiener Zentralfriedhof.
- Schönberg-Haus: Mödlinger Musikstätte, eröffnet in Anwesenheit der Kinder Schönbergs sowie von Persönlichkeiten aller kulturellen Bereiche bzw. kulturpolitischen Ebenen.
- Maurizio Pollini: „Schönbergs Klavierwerk“: Benefizkonzert für die ISG im Wiener Musikverein.
- Musikschule Mödling: Serenaden mit v. a. Vokalmusik zu „Schönbergs Schaffen“[5]

## Arbeitsstätte Mödling

### 1. Lehre / Seminare
Zur Interpretationslehre Schönbergs begannen Sommerkurse mit einer spezifischen Kombination aus praktischer und theoretischer Annäherung an die Werke: zum einen mit Rudolf Kolisch. Der Geiger, Schönbergs Schwager, als Quartettprimarius seit über 50 Jahren höchstgeschätzt, gab hier durch vier Jahre hindurch (1974–1977) das Maß authentischer musikalischer „Produktion“ vor. Er reiste jeweils aus (dem Exil in) den USA an, starb vor der Anreise 1978 und wurde in Wien bestattet. Zum anderen leitete Rudolf Stephan die Seminare mit kulturgeschichtlichen und analytischen Zugängen. Der Berliner Ordinarius für Musikwissenschaft und Leiter der Schönberg-Gesamtausgabe war Mentor bzw. Präsident der ISG von 1980 bis 1996. Gemeinschaftlich wurden Schönbergs Streichquartette, Kammermusik, auch vokale, der Wiener Schule, detailgenau erarbeitet.
In der Praxis ist statt dem Spiel aus jeder Stimme der gegebene „Text“ aus ganzheitlicher Partitursicht zu erhellen; an Stelle „schöner“ Töne ergibt sich aus temperierter Tonordnung, auch für Streicher, ein klarer Zusammenklang. Musik ist als Einheit angelegt, aus Motiven, präzise vom Tempo bis zur Artikulation; Haupt- wie Nebenstimmen sind aus innerlich sinnfälligem Hören vorzutragen. Aus der Theorie ist der Kontext der Bedingungen zu erschließen, Einblicke in Skizzen, Quellen zum Schaffensprozess, Vorstufen im Geschichtslauf von der Kenntnis der Umfelder zu kompositorischen Leitbegriffen werden einbezogen, um lesend wie hörend Schönbergs Schöpfungen „mit Herz und Hirn“ zu erfassen.
Nach Kolischs Tod folgte Richard Hoffmann nach, Schönberg-Schüler und -Mitarbeiter in den USA und Komponist. Er leitete ab 1980 Seminare für Studierende als Kompositions-Dialoge an historischem Ort wie in aktueller Zeit. Von 1988 bis 1997, als amerikanische Außenstelle des Oberlin College / Ohio eingerichtet, wurden die Kurse um Wiener Fachbeiträge erweitert (z. B. Vorlesungen von Roman Haubenstock-Ramati, René Staar, Präsentationen von Cerha-Schülern, in Kooperation mit der Musikhochschule und der Universität Wien / Walter Pass).

### 2. Forschungsstätte
Zu Schönbergs Lebenswerk wie weiterführend Aspekten zur Wiener Schule wurde in Mödling ein Duplikat-Archiv mit Bibliothek eingerichtet: Es enthielt Quellen der Werke und Texte zur Musik – Handschriftliches in Kopie oder als Microfiches (plus Lesegerät), Drucke im Original. Die Kopien wurden in Kooperation mit Schönbergs Nachfahren zur Verfügung gestellt. Die Bibliothek umfasste Notenausgaben, Tonträger und Sekundärliteratur. Das Archiv war seinerzeit Ausgangspunkt für rund ein Dutzend Dissertationen zu Schönberg und seinem Umfeld; von 1983 bis 1996 wurde es von Sigrid Wiesmann betreut. Mitteilungen aus der Schönberg-Forschung wurden in freier Folge veröffentlicht. Ein weiterer Aspekt dabei: Drei Wohneinheiten im Haus waren für Gäste, Forscher, Interpreten und Studierende nutzbar: einerseits zwei Garconnieren im Souterrain, andererseits der erste Stock, der extern vermietet war und Ernst Krenek mit seiner Frau Gladys in den Sommermonaten 1983–1990 als Zweitwohnsitz diente.

### 3. Veranstaltungen
Rund um die Besuche prominenter Gäste wurden Konzert- und Gesprächsveranstaltungen arrangiert (Felix Greissle 1979, Max Deutsch 1980, Leonard Stein 1992). 1982 widmeten sich „Mödlinger Schönberg-Tage“ dem Thema „Aus dem Umkreis der Wiener Schule“ mit moderierten Konzerten selten zu hörender Programme in Kooperation mit ORF/Ö1 und WDR. Es gab Gesamtaufführungen an Schönbergs Flügel (Edith Picht-Axenfeld), Zyklen mit Sängern im Rahmen der Schönberg-Serenaden (1974–1982). Später folgten Konzertzyklen mit neuerer Musik, so gemeinsam mit der Initiative „Projekt Uraufführungen“.

## Wissenschaft zur Wiener Schule
Rudolf Stephan rief die führende Forschung zu Kongressen der Internationalen Schönberg-Gesellschaft 1974 und 1984 nach Wien, 1993 nach Duisburg zusammen. Er stellte den Kosmos Schönberg zur Diskussion, als Erneuerer klassisch musikalischer Tradition aus dem Geist der Moderne, anhand der Werke, Schriften, Bilder, mit Musiktheorie wie Unterricht sowie philosophisch-religiösen Überzeugungen. Die Ergebnisse, darunter Meilensteine der Schönberg-Forschung, sind in den drei im Verlag Lafite erschienenen Kongress-Berichten festgehalten. Im Wiener Konzerthaus initiierte Stephan 1992 die Namensgebung des Schönberg-Saales.
Von Beginn an hatte die ISG einen Bezug zur Hochschule für Musik und darstellende Kunst Wien (MHS), u. a. mit deren ehem. Leiter Hans Sittner als Ehrenpräsidenten. Ab 1993, nach schrittweisem Rückzug von Walter Szmolyan, engagierten sich Hartmut Krones  und Manfred Wagner in der ISG.
1995 veranstaltete Hartmut Krones ein Symposion zum Webern-Jahr (MHS zusammen mit ISG), die Stadt Wien war Mitveranstalter einer Ausstellung im Arkadenhof des Rathauses und Wiener Vorlesung. Die Lehre von der musikalischen Aufführung in der Wiener Schule wurde 1995 als Konferenz der MHS gemeinsam mit dem Internationalen Forschungszentrum Kulturwissenschaft und der ISG veranstaltet von Reinhard Kapp, der bei Stephan promoviert und langjährig Teilnehmer der Mödlinger Seminare war. Gleichzeitig starteten Wagner und Krones eine Initiative für die Gründung einer universitären Schönberg-Institution. Durch Bündelung der Interessen und Zustimmung des für Wissenschaft und Kunst zuständigen Ministers Rudolf Scholten gelang es, mit WS 1996/97 das von Krones geleitete Schönberg-Institut an der verstärkt auch wissenschaftlich ausgerichteten MHS zu gründen; 1998 wurde es (neben der Abteilung „Stilkunde und Aufführungspraxis“) Abteilung des „Instituts für musikalische Stilforschung“ (erster „Schönberg-Gastprofessor“ war Christopher Hailey, Mitarbeiter wurde Matthias Schmidt, der bei Rudolf Stephan soeben promoviert war). Manfred Wagner löste damals Stephan als Präsident der ISG ab.

## ISG mit Arnold Schönberg Center und Schönberg Institut in Allianz
Parallel zur Gründung des Schönberg-Instituts in Wien suchten die Erben in den USA und Italien für den Schönberg-Nachlass eine neue Heimstatt. Dies war notwendig geworden, da die Unterbringung (seit 1977) an der Universität in Los Angeles (USC, Kooperation mit UCLA) nach zwei fruchtbaren Jahrzehnten des dortigen „Arnold Schoenberg Institute“ (Initiator und Leitung: Leonard Stein bis 1991) nicht mehr den Interessen der Universitätsleitung entsprach. Nach längeren und umsichtigen Verhandlungen konnte Wien (mit Kulturstadträtin Ursula Pasterk, schließlich unter Kulturstadtrat Peter Marboe) den Zuschlag erhalten. 1995 wurde eine Stiftung gegründet, deren Stifter die Stadt Wien und die ISG waren, die als Rechtsträger das Mödlinger Schönberg-Haus samt seinem wertvollen Bestand in die Privatstiftung (ASCP) einbrachte. Nachdem mit dem Palais Fanto am Schwarzenbergplatz ein geeigneter Standort gefunden und eingerichtet worden war, konnte der Nachlass 1998 nach Wien überstellt werden. Zur Errichtung als öffentliches Kulturzentrum brachten sich neben den Stiftern Stadt Wien und ISG auch durch jährliche Förderungen der Bund / Republik Österreich und das Schönberg-Institut der MHS (später Universität mdw) ein. Dieses wurde dann parallel zur Universitätsgründung 2002 umstrukturiert zum „Wissenschaftszentrum Arnold Schönberg“ (als Teil des „Instituts für Musikalische Stilforschung“, Leitung: Hartmut Krones bis 2013) an der mdw mit eigenen Räumen im Palais Fanto, mit „Schoenberg-Lectures“ sowie jährlichen Symposien in Kooperation zwischen ASC und Wissenschaftszentrum; weitere „Schönberg-Gastprofessoren“ waren dann Elmar Budde, Peter Andraschke, Wolfgang Ruf, Horst Weber und Gernot Gruber. Heute ist es – als „Wissenschaftszentrum Arnold Schönberg und die Wiener Schule“ (Leitung Nikolaus Urbanek) – Teil des „Instituts für Musikwissenschaft und Interpretationsforschung“ / IMI.
Das Mödlinger Haus wird als Expositur vom Center betreut, weiterhin mit Kursen wie Konzerten. Dem ASC als Deposit überstellt werden die Bibliothek und das Archiv der ISG. Die gemeinnützige Gesellschaft (mit dem Zweck, Forschung zu Schönberg und der Wiener Schule sowie deren Verständnis zu fördern) hat von Anbeginn im Stiftungsvorstand Sitz und Stimme (1998–2007: Elisabeth Lafite, danach Marion Diederichs-Lafite), ebenso wie im Stiftungsbeirat (seit 1998: Manfred Wagner). Im ASC vorgestellt wurden Publikationen des Verlag Lafite mit Forschungen zu Arnold Schönberg, Anton Webern und Josef Matthias Hauer.

## Verein in Bestand und Wandel
Seit 1998 sind die laufenden Agenden der ISG weitgehend auf das ASC übergegangen, doch ist die Gesellschaft nach wie vor regelmäßig als Mitveranstalter von Symposien aktiv geworden. Zudem wirkt sie durch die angeführte personelle Verflechtung mit dem Schönberg Center bei dessen Aktivitäten mit. Im ISG-Vorstand sind heute Manfred Wagner als Präsident, Hartmut Krones als dessen Stellvertreter und Schriftführer sowie Marion Diederichs-Lafite als Kassierin tätig. Die Aufgaben der ISG verlagern sich von kontinuierlicher Arbeit auf Projekte. Die ISG-Buchreihe wurde nach den drei Kongress-Bänden fortgesetzt: Klavierlieder der Wiener Schule (Egbert Hiller, Band 4), die Habilitation Schönberg und Mozart – Aspekte einer Rezeptionsgeschichte von Matthias Schmidt (Band 5), der die Schriftenreihe fortan auch betreute. Schönbergs Zeichen – Wege zur Interpretation seiner Klaviermusik von Jean-Jacques Dünki – mit CD von Schönbergs Klavierwerk, von Dünki am Ibach-Flügel in Mödling gespielt, mit einem Geleitwort von Rudolf Stephan, wurde Band 6; Markus Böggemann konnte für seine geschichtsphilosophische Dissertation Gesichte und Geschichte (Band 7) das Schönberg-Haus für Forschungsaufenthalte nutzen. Zudem hat die ISG die Herausgabe der (auf 24 Bände angelegten) Kritischen Gesamtausgabe der Schriften Arnold Schönbergs in Angriff genommen; ihr erster Band (Der musikalische Gedanke, Hrsg. Hartmut Krones) ist bereits erschienen, bis Ende 2023 sollen vier weitere Bände folgen. Darüber hinaus errichtete die ISG ein Netz von Beratung und Wissenschaftskooperation und fungiert als wichtiger Partner des Arnold Schönberg Center.